# Al-Mahdi li-Din Allah Ahmad ibn al-Hasan ibn al-Kasim
Al-Mahdí li-din-Al·lah Àhmad ibn al-Hàssan ibn al-Qàssim fou imam zaidita del Iemen, origen de l'anomenada branca qassimita o qassímida d'imams.
El seu pare s'havia distingit en les guerres contra els otomans al servei de l'imam (en realitat només tenia el títol de sayyid) al-Mansur billah al-Kasim ibn Muhammad (conegut per Kasim el Gran) i del seu fill Muhammad ibn Kasim al-Muayyad. El mateix Ahmad ibn al-Hasan va participar en aquestes lluites i el 1639 va fer un intent d'establir el poder de l'imam a la zona muntanyosa de Wusab que no va reeixir. El 1641 va assetjar Dhammar sent rebutjat. El 1643 va fer el pelegrinatge a la Meca acompanyat de nombrosos familiars.
Quan el 1644 va morir Muhammad al-Muayyad i es va imposar com a successor el seu germà Ismail ibn Kasim (que va agafar el títol d'imam al-Mutawakkil), va marxar contra Sanaa aliat a un cosí, però va fer un pacte amb l'imam. Llavors Ahmad va combatre pel seu compte en diversos llocs com Thula i el Djabal Wusab i el 1659, quan els zaidites foren cridats a l'Hadramaut a causa de lluites pel tron, es va apoderar del país per compte d'Ismail.
El 1676 a la mort d'Ismail, va assolir l'imamat el seu nebot al-Kasim ibn Muhammad al-Muayyad, sent reconegut al sud de la Tihama. Una assemblea de notables amb diversos ulemes i xerifs es va reunir a Sanaa i Ahmad fou elegit com imam, però no es va poder imposar arreu, ja que el seu rival i alguns emirs van conservar o adquirir la independència. No obstant a les zones que controlava va regnar la pau i la seguretat. Va expulsar els jueus de Sanaa i va destruir la seva sinagoga i al seu lloc va construir la mesquita de Djala (vers 1680). Va morir el 1681 a al-Ghiras prop de Shibam, vila construïda per l'otomà Hasan Pasha després del 1516. La causa de la mort es creu que fou una ferida de bala en una escaramussa contra una tribu rebel.
El va succeir el seu fill al-Mutawakkil Muhammad (1681-1686) després del qual els conflictes civils van retornar.